# Johann Melchior Gletle
Johann Melchior Gletle (* Juli 1626 in Bremgarten, Aargau; † 6. September 1683 in Augsburg) war ein Schweizer Organist, Kapellmeister und Komponist.

## Leben und Wirken
Johann Melchior Gletle wirkte ab dem Jahr 1651 in Augsburg, wo er zunächst die Stelle des Domorganisten und ab 1654 auch die des Domkapellmeisters bekleidete.
Er schuf etliche Werke geistlicher Musik, darunter 36 Motetten, je zur Hälfte a cappella und mit instrumentaler Begleitung, 36 Solomotetten mit instrumentaler Begleitung, sowie Messen, Psalmen und Litaneien. An weltlichen Kompositionen sind die zwei Bücher Lateinisch- und Teutsche Weltliche Musicalische Concerten von Bedeutung, da es sich um wichtige Beispiele für das deutsche Quodlibet im 17. Jahrhundert handelt. Dabei wird einige Male das Trumscheit (Trompetengeige) eingesetzt.
Eines seiner 15 Kinder aus der Ehe mit Maria Katharina Streitlin war der Salzburger Juraprofessor Joseph Bernhard Gletle.

## Werke
- Motetta Sacra concertata op. 1 (1667)
- 36 Trompeter-Stückle (1675). Herausgegeben von Christian Blümel, Verlag Mark Tezak, Leverkusen 1985.
- Beatus Vir (Psalm 111) (1676/1677). Verlag C. Hofius, Ammerbuch 2010.
- Expeditio musicae, classis IV op. 5 (1677).
  - Cantate Domino, Motette für Sopran, Tenor, 2 Violinen, 2 Violen, Violoncello und Continuo. Herausgegeben von Eberhard Hofmann, Edition Musica Rinata, Ditzingen 2005.
  - O wie ein so rauhe Krippen. Musica pretiosa Verlag, Vilsbiburg 1996.
  - Puellule decore, Pastorella. Edition Walhall, Magdeburg 2005.
- Litaneien op. 6 (1681).
- Marienvesper
- O benignissime Jesu, Motette. Verlag Les Cahiers De Tourdion, Strasbourg 2001.[1]